# Deutsche Straßen-Radmeisterschaften 2009

Logo des Einzelzeitfahrens und Straßenrennens

Die 84. Deutschen Straßen-Radmeisterschaften 2009 mit dem Straßenrennen der Frauen und Männer (alle 28. Juni) sowie das Einzelzeitfahren der Frauen, Männer und Männer U23 (alle 26. Juni) fanden in Cottbus statt. Die Männer-U23-Meisterschaft wurde am 24. Mai in Ilsfeld-Auenstein ausgetragen.

## Einzelzeitfahren

### Frauen
| Platz | Athlet              | Zeit      |
| ----- | ------------------- | --------- |
| 1     | Trixi Worrack       | 39:08 min |
| 2     | Judith Arndt        | 39:11 min |
| 3     | Ina-Yoko Teutenberg | 39:42 min |
| 4     | Charlotte Becker    | 39:53 min |
| 5     | Madeleine Sandig    | 40:27 min |
| 6     | Hanka Kupfernagel   | 41:04 min |
| 7     | Claudia Häusler     | 41:12 min |
| 8     | Elke Gebhardt       | 41:13 min |
| 9     | Adelheid Schütz     | 41:17 min |
| 10    | Luise Keller        | 41:23 min |
| 11    | Franziska Merten    | 41:31 min |
| 12    | Eva Lutz            | 41:54 min |
| 13    | Lisa Brennauer      | 42:05 min |
| 14    | Bianca Purath       | 42:16 min |
| 15    | Denise Zuckermandel | 42:29 min |

Länge: 30 km

Start: Freitag, 26. Juni, 12:00 Uhr MESZ

Strecke: Start/Ziel Cottbus – Willmersdorf – Bärenbrücker Höhe – Willmersdorf – Peitz und zurück
Stephanie Brocher erhielt eine 20-Sekunden-Zeitstrafe wegen Nichteinhaltens der rechten Fahrbahnseite. Es kamen 65 Athleten ins Ziel.

### Männer
| Platz | Athlet           | Zeit      |
| ----- | ---------------- | --------- |
| 1     | Bert Grabsch     | 48:25 min |
| 2     | Tony Martin      | 48:36 min |
| 3     | Jens Voigt       | 49:41 min |
| 4     | Stefan Schäfer   | 49:47 min |
| 5     | Sebastian Lang   | 49:56 min |
| 6     | Markus Fothen    | 50:19 min |
| 7     | Roger Kluge      | 50:23 min |
| 8     | Lars Teutenberg  | 50:25 min |
| 9     | Robert Bartko    | 50:29 min |
| 10    | Olaf Pollack     | 50:39 min |
| 11    | Dominik Roels    | 50:43 min |
| 12    | Markus Eichler   | 50:51 min |
| 13    | Martin Müller    | 51:16 min |
| 14    | Marcus Burghardt | 51:20 min |
| 15    | Tobias Erler     | 51:26 min |

Länge: 40 km

Start: Freitag, 26. Juni, 15:30 Uhr MESZ

Strecke: Start/Ziel Cottbus – Willmersdorf – Bärenbrücker Höhe – Willmersdorf – Peitz und zurück

### Männer U23
| Platz | Athlet              | Zeit      |
| ----- | ------------------- | --------- |
| 1     | Patrick Gretsch     | 50:12 min |
| 2     | John Degenkolb      | 50:18 min |
| 3     | Martin Reimer       | 50:19 min |
| 4     | Marcel Kittel       | 50:27 min |
| 5     | Andreas Henig       | 50:44 min |
| 6     | Sergej Fuchs        | 51:21 min |
| 7     | Johannes Kahra      | 51:33 min |
| 8     | Benjamin Riemer     | 51:36 min |
| 9     | Timon Seubert       | 51:57 min |
| 10    | Kim Lachmann        | 52:15 min |
| 11    | Sebastian Hans      | 52:20 min |
| 12    | Jan-Moritz Müller   | 52:28 min |
| 13    | Christoph Pfingsten | 52:32 min |
| 14    | René Heinze         | 52:37 min |
| 15    | Franz Schiewer      | 52:40 min |

Länge: 40 km

Start: Freitag, 26. Juni, 13:30 Uhr MESZ

Strecke: Start/Ziel Cottbus – Willmersdorf – Bärenbrücker Höhe – Willmersdorf – Peitz und zurück
Es kamen 73 Athleten ins Ziel.

## Straßenrennen

### Frauen
| Platz | Athlet              | Zeit      |
| ----- | ------------------- | --------- |
| 1     | Ina-Yoko Teutenberg | 3:11:14 h |
| 2     | Marlen Jöhrend      | 3:11:14 h |
| 3     | Regina Schleicher   | 3:11:14 h |
| 4     | Charlotte Becker    | 3:11:14 h |
| 5     | Sarah Düster        | 3:11:14 h |
| 6     | Angela Hennig       | 3:11:14 h |
| 7     | Martina Zwick       | 3:11:14 h |
| 8     | Denise Zuckermandel | 3:11:16 h |
| 9     | Birgit Söllner      | 3:11:16 h |
| 10    | Laura Dittmann      | 3:11:16 h |
| 11    | Hanna Amend         | 3:11:16 h |
| 12    | Stefanie Degle      | 3:11:16 h |
| 13    | Nina Köhn           | 3:11:16 h |
| 14    | Sabrina Schweizer   | 3:11:16 h |
| 15    | Inge Roersch        | 3:11:16 h |

Länge: 128 km (24 km 4 Stadtrunden à 6 km)

Start: Sonntag, 28. Juni, 11:40 Uhr MESZ

Strecke: Cottbus Stadtring – Döbern – Bad Muskau – Weißkeißel –
Krauschwitz – Schleife – Graustein – Spremberg – Bagenz – Roggosen – Cottbus + 4
Stadtrunden
Es kamen 67 Athleten ins Ziel.

### Männer
| Platz | Athlet              | Zeit      |
| ----- | ------------------- | --------- |
| 1     | Martin Reimer       | 5:25:47 h |
| 2     | Dominic Klemme      | 5:25:47 h |
| 3     | Roger Kluge         | 5:25:52 h |
| 4     | Marcel Sieberg      | 5:25:55 h |
| 5     | Fabian Wegmann      | 5:26:10 h |
| 6     | Michael Schweizer   | 5:26:13 h |
| 7     | Christian Knees     | 5:26:26 h |
| 8     | Steffen Radochla    | 5:27:03 h |
| 9     | Christopher Schmieg | 5:27:03 h |
| 10    | Daniel Musiol       | 5:27:03 h |
| 11    | Artur Gajek         | 5:27:03 h |
| 12    | Marcus Burghardt    | 5:27:03 h |
| 13    | Sven Krauß          | 5:27:03 h |
| 14    | Patrik Sinkewitz    | 5:27:03 h |
| 15    | Erik Mohs           | 5:27:33 h |

Länge: 239,2 km (30 km 5 Stadtrunden à 6 km)

Start: Sonntag, 28. Juni, 11:00 Uhr MESZ

Strecke: Cottbus Stadtring – Döbern – Bad Muskau – Weißkeißel – Rietschen – Trebus – Horka – Kodersdorf – Kunnersdorf – Liebstein – Ebersbach – Görlitz Gewerbegebiet – Görlitz Flugplatz – Schlauroth – Girbigsdorf – Ebersbach – Liebstein – Kodersdorf – Niesky – Rietschen – Krauschwitz – Schleife – Graustein – Spremberg – Bagenz – Roggosen – Cottbus
Es kamen 21 Athleten ins Ziel.

### Männer U23
| Platz | Athlet               | Zeit      |
| ----- | -------------------- | --------- |
| 1     | Dominik Nerz         | 4:23:31 h |
| 2     | John Degenkolb       | 4:23:31 h |
| 3     | Julian Kern          | 4:23:31 h |
| 4     | David Rösch          | 4:23:31 h |
| 5     | Nico Schneider       | 4:24:04 h |
| 6     | Florian Frohn        | 4:24:04 h |
| 7     | Jacob Fiedler        | 4:24:09 h |
| 8     | Patrick Bercz        | 4:24:11 h |
| 9     | Felix Rinker         | 4:24:18 h |
| 10    | Timon Seubert        | 4:24:18 h |
| 11    | Christoph Pfingsten  | 4:24:18 h |
| 12    | Christopher Schmieg  | 4:24:18 h |
| 13    | Janosch Wintermantel | 4:24:22 h |
| 14    | Björn Gollhardt      | 4:24:50 h |
| 15    | Jonas Schmeiser      | 4:25:06 h |

Länge: 162,00 km (18 Runden à 9 km)

Logo der U23-Meisterschaft

Start: Sonntag, 24. Mai, 12:45 Uhr MESZ, Ilsfeld-Auenstein

Strecke: Start Beilsteinerstrasse – Auenstein – Helfenberg – Söhlbach – Beilstein – Auenstein Ziel
Es kamen 39 Athleten ins Ziel.